# Santa (chanteuse)
Pour les articles homonymes, voir Santa.
Samanta Cotta, dite Santa, née le 24 février 1991 ou 1993 à Nice (Alpes-Maritimes), est une auteure-compositrice-interprète et musicienne française.
D'abord connue comme la chanteuse du groupe de rock anglophone Hyphen Hyphen depuis 2009, elle rencontre le succès en solo et en français à partir de 2022 avec son premier single Popcorn salé.
Ses principaux genres musicaux sont la ballade, la néo-variété et la chanson française.

## Biographie
Née le 24 février 1991 ou 1993,,,, à Nice, Santa grandit dans cette ville au sein d'une famille d'artistes, entre une mère américaine, chanteuse du groupe Daisy Duck au début des années 1980, et un père français, architecte ayant fait les Beaux-Arts.

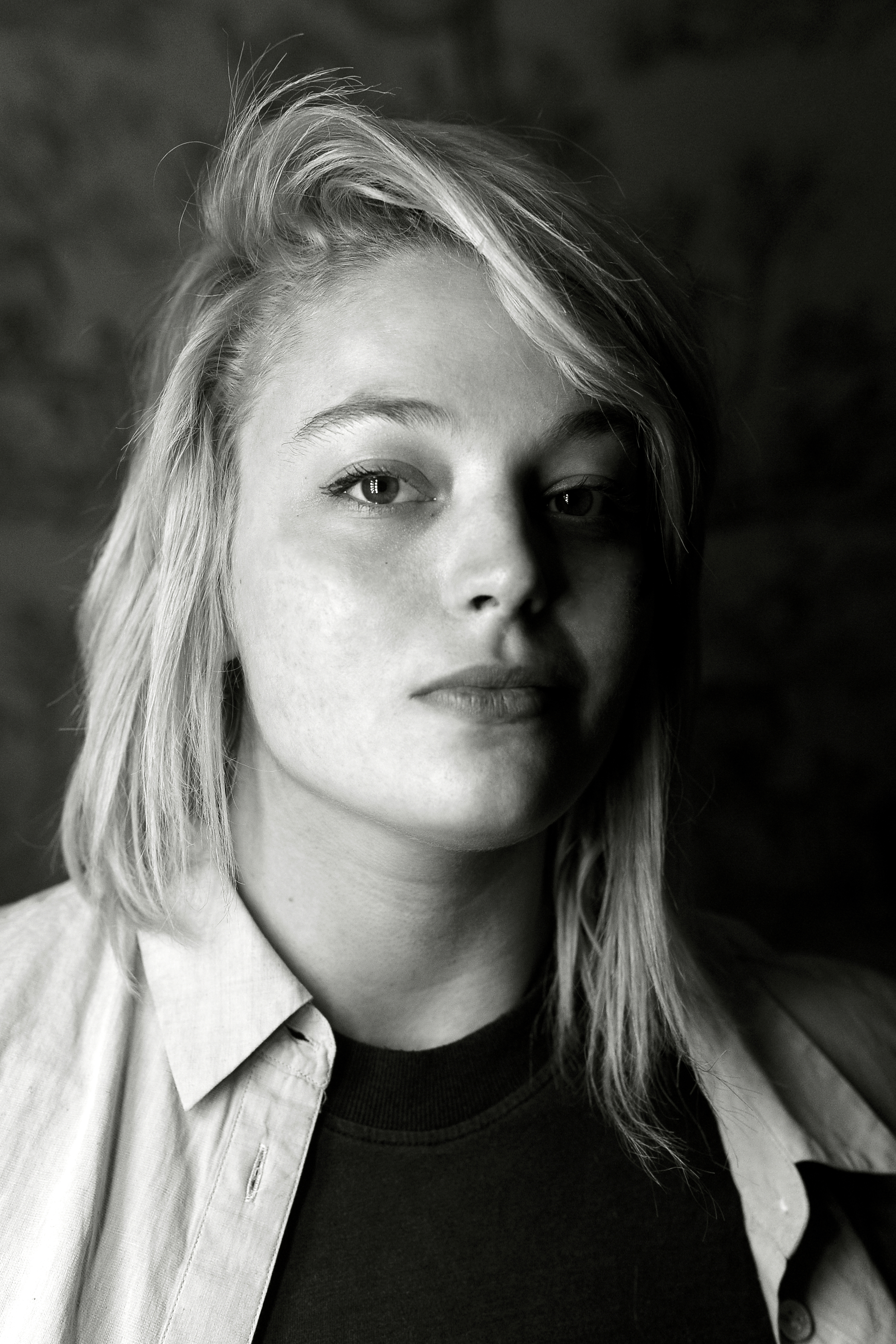
Santa en 2016.

En 2009, elle crée le groupe Hyphen Hyphen avec ses amis d'enfance, Adam (Romain Adamo), Line (Laura Christin) et Zac (Zaccharie Schütte) et avec lesquels, en 2016, elle remporte une Victoire de la musique, dans la catégorie Révélation scène de l'année.
En 2022, en parallèle de sa carrière avec le groupe, elle se lance dans une expérience solo et sort un EP de 6 titres, 999, certifié disque d'or. Le premier extrait, Popcorn salé, rencontre un important succès et est certifié disque de diamant.
Le 14 juillet 2023, elle réalise une performance impressionnante à Bruxelles en donnant un concert en solo avec son piano à queue suspendue à 40 mètres du sol, dans le cadre de l'ouverture de l’Urban Garden de Plaisirs d’Été organisé pour la première fois par la ville de Bruxelles,,,.
Elle décroche trois nominations lors des NRJ Music Awards 2023 : Artiste féminine francophone de l'année, Chanson francophone de l'année et Clip de l'année pour Popcorn salé.
Sa notoriété croissante lui permet d'intégrer la troupe des Enfoirés 2024 où sa chanson Popcorn salé est interprétée lors d'un tableau poétique sur la scène de l'Arkéa Arena de Bordeaux,.
Le 24 mai 2024, elle sort un premier album salué par la critique, Recommence-moi, qui se classe troisième du top albums en France à sa sortie. Le single éponyme est rapidement certifié disque d'or. Elle annonce dans la foulée sa première tournée des Zénith pour le printemps 2025. L'album s'écoule à plus de 107 000 exemplaires l'année de sa sortie.

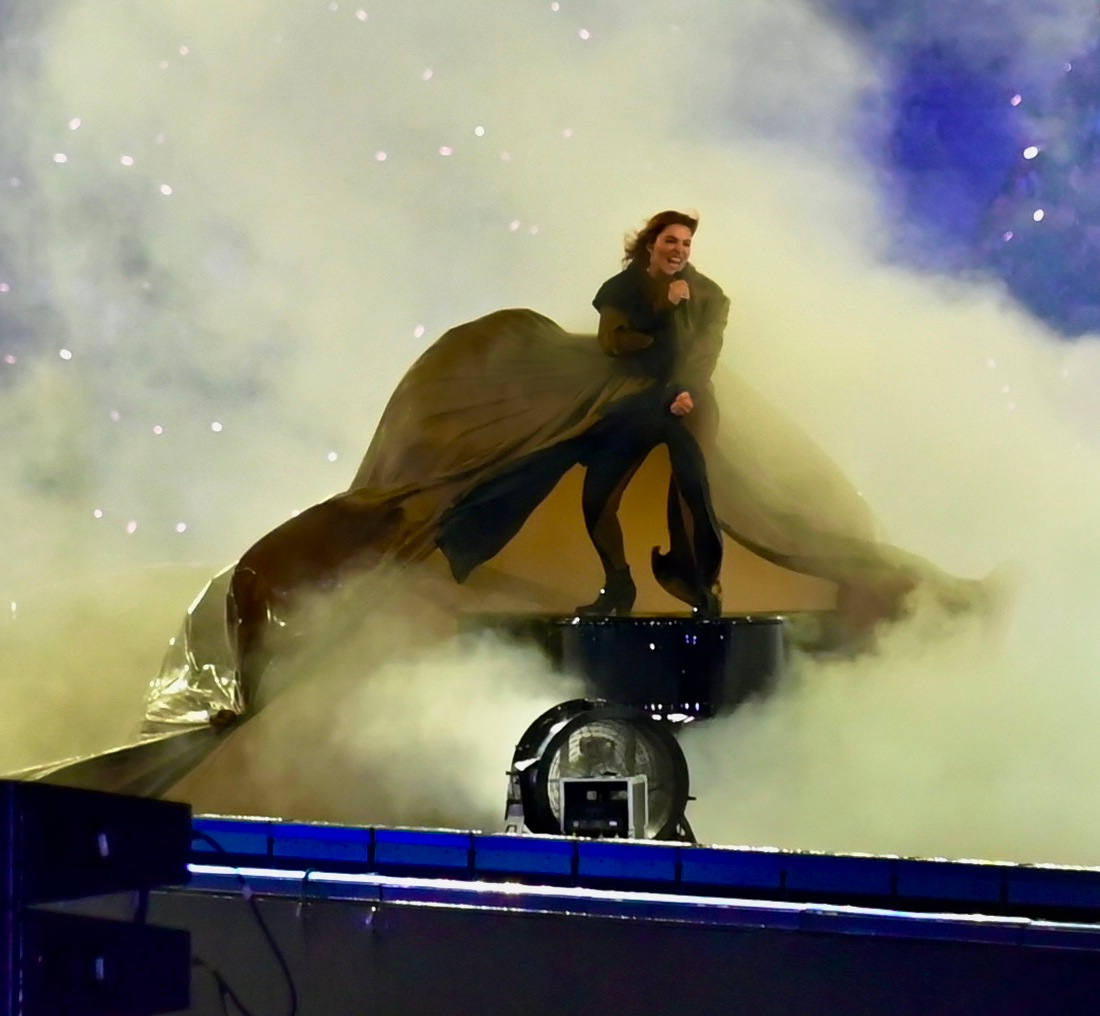
Santa se produisant lors de la cérémonie de clôture des Jeux paralympiques d'été de 2024.

Le 8 septembre 2024, elle ouvre la cérémonie de clôture des Jeux paralympiques d'été de 2024 au Stade de France en interprétant Vivre pour le meilleur de Johnny Hallyday.
Elle devient ensuite co-coach de Patrick Fiori dans le télé-crochet The Voice Kids sur TF1.
Sa chanson Recommence-moi est choisie pour être l'hymne de la saison 12 de la Star Academy,. Pour l'occasion, Santa a personnellement réadapté la chanson et s'est rendue au Château des Vives-Eaux afin de participer à l'enregistrement de l'hymne avec les élèves.

## Vie privée
Elle confie en 2018 être en couple avec une femme et déclare en 2023 suivre un mode de vie vegan. Militante queer contre les inégalités, elle remporte à ce titre le prix de la Révélation de l'année 2023 décerné par Têtu, magazine œuvrant pour la visibilité de la communauté LGBTQIA+.

## Discographie

### Solo

#### Singles
- 2023 : Popcorn salé
- 2024 : Recommence-moi[31]
- 2025 : La différence[32]

## Distinctions

### Récompenses
- Têtu d’or de la révélation de l’année 2023[33]
- Prix SACEM de la chanson de l’année 2024 pour Popcorn salé[34]
- Album RTL de l’année 2024 pour Recommence-moi[35]
- Q d’or de la chanteuse de l’année 2025[36]
- Victoires de la musique 2025 : Victoire de l'album pour Recommence-moi[37]

### Nominations
- NRJ Music Awards 2023[18]
  - Artiste féminine francophone de l'année
  - Chanson francophone de l'année pour Popcorn salé
  - Clip de l'année pour Popcorn salé
- NRJ Music Awards 2024[38]
  - Artiste féminine francophone de l'année
  - Chanson francophone de l'année pour Recommence-moi

- Victoires de la musique 2025[39]
  - Artiste féminine
  - Chanson originale pour Recommence-moi
  - Concert

### Certifications
- Album Recommence-moi : disque de platine
- Single Popcorn salé : disque de diamant
- Single Recommence-moi : disque de diamant
- Single La différence : disque d'or[40]